# Søren Jessen
Pour les articles homonymes, voir Jessen.
Søren Jessen, né à Sønderborg le 8 avril 1963, est un illustrateur de livres pour enfants et un écrivain danois. 

## Présentation
Zambesi, son premier roman pour adultes, dont la traduction en français sous le titre Café Zambèze a été publiée en 2000, a reçu au Danemark le prix du premier roman la même année.  Il a été réédité en 2003.

## Publications en français
- Café Zambèze (Zambesi, 2000), trad. du danois par Monique Christiansen, éd. Gaïa ; rééd. poche éd. 10/18

## Prix et distinctions
- Prix du premier roman (Bogforums Debutantpris) 2000 pour  Café Zambèze
- (international) « Honour List » 2022[2] de l' IBBY, catégorie Illustration, pour  Fiskepigen